# Litvánia az 1994. évi téli olimpiai játékokon
Litvánia a norvégiai Lillehammerben megrendezett 1994. évi téli olimpiai játékok egyik részt vevő nemzete volt. Az országot az olimpián 3 sportágban 6 sportoló képviselte, akik érmet nem szereztek.

## Biatlon
Férfi
| Versenyző          | Versenyszám  | Lövőhiba    | Időeredmény | Helyezés |
| ------------------ | ------------ | ----------- | ----------- | -------- |
| Gintaras Jasinskas | 10 km sprint | 3 (2+1)     | 32:15,4     | 55.      |
| Gintaras Jasinskas | 20 km egyéni | 6 (2+1+0+3) | 1:04:08,9   | 58.      |

Női
| Versenyző           | Versenyszám   | Lövőhiba    | Időeredmény | Helyezés |
| ------------------- | ------------- | ----------- | ----------- | -------- |
| Kazimiera Strolienė | 7,5 km sprint | 4 (2+2)     | 29:16,6     | 48.      |
| Kazimiera Strolienė | 15 km egyéni  | 8 (2+3+1+2) | 1:00:55,8   | 62.      |

## Műkorcsolya
| Versenyző                           | Versenyszám | Kötelező tánc 1   | Kötelező tánc 1 | Kötelező tánc 1 | Kötelező tánc 2   | Kötelező tánc 2 | Kötelező tánc 2 | Eredeti (original) tánc | Eredeti (original) tánc | Eredeti (original) tánc | Kűr               | Kűr   | Kűr         | Összesítés         | Összesítés |
| Versenyző                           | Versenyszám | Több. hely. száma | Hely.           | Hely. pont.     | Több. hely. száma | Hely.           | Hely. pont.     | Több. hely. száma       | Hely.                   | Hely. pont.             | Több. hely. száma | Hely. | Hely. pont. | Helyezési pontszám | Helyezés   |
| ----------------------------------- | ----------- | ----------------- | --------------- | --------------- | ----------------- | --------------- | --------------- | ----------------------- | ----------------------- | ----------------------- | ----------------- | ----- | ----------- | ------------------ | ---------- |
| Margarita Drobiazko Povilas Vanagas | Jégtánc     | 6×13+             | 13.             | 2,6             | 7×13+             | 13.             | 2,6             | 8×13+                   | 12.*                    | 7,2                     | 5×12+             | 12.   | 12,0        | 24,4               | 12.        |

* - egy másik párossal azonos eredményt ért el

## Sífutás
Férfi
| Versenyző        | Versenyszám         | Eredmény      | Helyezés      |
| ---------------- | ------------------- | ------------- | ------------- |
| Ričardas Panavas | 10 km               | 26:46,1       | 38.           |
| Ričardas Panavas | 15 km üldözőverseny | 42:52,5       | 48.           |
| Ričardas Panavas | 30 km               | nem ért célba | nem ért célba |
| Ričardas Panavas | 50 km               | 2:19:01,3     | 32.           |

Női
| Versenyző     | Versenyszám | Eredmény      | Helyezés      |
| ------------- | ----------- | ------------- | ------------- |
| Vida Vencienė | 5 km        | nem ért célba | nem ért célba |
| Vida Vencienė | 15 km       | 45:41,2       | 32.           |
| Vida Vencienė | 30 km       | 1:32:18,9     | 25.           |